# フォボス (ヴァンパイア)
フォボス（Phobos、日本国外名はHuitzil）は、カプコンの2D対戦型格闘ゲーム『ヴァンパイア』シリーズに登場する架空のキャラクター。

## キャラクター設定
外見は遮光器土偶に似た頭部を持つ黄金色のロボット。肩部は巨大な球形をしており、手はミトンのような親指以外がつながった手の構造をしている。体表の装甲はフォボスの動きに合わせて様々な形に変形することができる。ロボットのため自我が乏しく、プログラムどおり動くマシンそのものというキャラクターに設定されている。そのため、勝利後の台詞も平仮名の部分を全て片仮名に変えた文体で喋り、『ヴァンパイア セイヴァー』（以下、『セイヴァー』）では文頭に「》」という記号がつけられている。
業務用の初代『ヴァンパイア』（以下、初代）の発売当時と、業務用『ヴァンパイア ハンター』（以下、『ハンター』）の発売以降では大きく設定が変更されている。
業務用の初代では、恐竜を絶滅に追い込み、その時代に終止符を打ったキラーマシーンという設定。異星人によって「地球上の全生物の抹殺」をプログラムされ、その目的で製造されたフォボスたちだが、後の地殻変動でその全てが地中深くで眠っていた。パイロンの来襲の影響によって起動した一体が、かつてのプログラムを実行するため動き出す。
業務用『ハンター』以降では、究極の番人として古代マヤ人によって作られたという設定に変わり、「中央アメリカを邪悪な者から守る」というプログラムのもと、来襲したパイロンの存在を感じ取り起動、メキシコのテオティワカン遺跡から飛び立つといったものになっている。そのエンディングでは、遺跡に戻って自己修復の後に待機状態だったが、フォボスのセンサーが地球上の生命体がゼロになったことを感知し、眠っていた多くの同型機と共に新しい守るべき主と倒すべき敵を求めて宇宙へ飛び立っていく。なお、業務用『ハンター』以降に発売されたPlayStation版初代の取扱説明書では変更後の設定が記載されており、『ヴァンパイア ダークストーカーズコレクション』（以下『ダクコレ』と表記）収録の初代でフォボスをプレイヤーが使用した場合も、『ハンター』同様パイロンの抹殺を目的とした個体も存在することがエンディングで明らかにされている。また、『ALL ABOUT ヴァンパイア』によれば、フォボスの製作技術を古代マヤ人に伝えたのは異星人という推測が記されている。マヤで発掘された遺跡の中には6万5千年前のものも混在しており、古代マヤ人は太古から存在した超科学文明の産物を利用したにすぎないという考察もある。
『セイヴァー2』と家庭用『セイヴァー』では、遺跡に迷い込んだ古代マヤ人の血を引く少年セシルを守るために起動したという設定。家庭用『セイヴァー』のエンディングでは、最後の戦いの後に壊れてしまうが、「少年を守る」という命令コードが持続していたことで多数の同型機が起動、全ての生命体を保護対象と敵とに区分し始める。なお、家庭用『セイヴァー』では、CPU戦での乱入キャラクターであるパイロンがフォボスの創造主であることを示唆する発言をしている。
ホームステージは、『ハンター』まではアステカの遺跡内部。バックで巨大なフォボスが動いており、さらに後方には何体ものフォボスが収納されている。『セイヴァー』以降は設定されてはいないが、『ハンター2』では必ず中ボスとしてパイロンの直前に出現するので「IRON HORSE, IRON TERROR」に登場する。
『セイヴァー』以降での乱入キャラクターは、3作品全てが異なっている。家庭用『セイヴァー』ではパイロン、『セイヴァー2』と『クロニクル』ではフェリシア、『ハンター2』ではモリガンが乱入してくる。
『NAMCO x CAPCOM』では、ザベルによって量産化され、彼の手下として登場する。複数体も存在するという設定に基づき、ザコ敵扱いで登場する。

### セシル
『セイヴァー2』と家庭用『セイヴァー』でフォボスが連れている少年。戦火により家族と故郷を失い逃げた先で偶然遺跡内に迷い込んだ。『セイヴァー』の設定では古代マヤ人の血を引いている末裔らしく、侵入者を感知し起動したフォボスが彼を保護対象と認識した。戦闘中も、背景で一喜一憂し、様々なアクションを見せる。ESやEXの必殺技を相手が放ってきた時には、フォボスがセシルの周りにバリアを張る。家庭用『セイヴァー』では乱入キャラクターのパイロンが人間（セシル）の味方をするフォボスを愚かだと諭す会話がある。
『ハンター2』は『ハンター』の続編という設定のため、セシルは登場しない。なお、家庭用『セイヴァー』のフォボスのエンディングではセシルは「少年」表記で名前のみの登場となっている。

## ゲーム上の特徴
ロボットだけあって、体の一部を刃やドリルやスパイクなどに変形させるなどの攻撃をメインとしていて、攻撃力が高めでトリッキーなものが多い。そればかりか、ミサイルや氷結効果のあるレーザー光線のような近代兵器も使用して、その豊富な飛び道具で相手の接近を許さない。上向きレバーの入力をすると空中の高い位置に一定時間浮遊し下向きレバーを入れると即座に地表へ降りる仕様が特徴的。
『ハンター』までは最終ボス手前の中ボスとして登場し、さらに業務用の初代『ヴァンパイア』ではCPU専用キャラクターであった。そのため、最終ボスのパイロン同様にプレイヤー操作可能な他キャラクターよりも性能が高く、ノーコンティニュークリアの難易度が非常に高かった。プレイヤーが使用可能となった『ハンター』でも「即死コンボ」を持っており、最強キャラクターと呼ばれた。
『ハンター2』『セイヴァー2』では性能が大幅に変更、技のグラフィックも一新された。他キャラクターとのバランス調整で弱体化が図られ、多くの攻撃の判定が弱いものに変わったが、代わりに新技「レイ・オブ・ドゥーム」を絡めた強力な連係を行えるようになった。

## 技の解説
初代『ヴァンパイア』のみ、フォボスにはスペシャルゲージが存在しないため、家庭用で使用した場合でもESおよびスペシャル必殺技が使用不可能となっている。なお、『ヴァンパイア クロニクル』（以下『クロニクル』と表記）の「ヴァンパイアタイプ」は初代をベースに大幅なアレンジを加えたものとなっており、EX必殺技以外のゲージを使用する行動は行うことができる。通常技の立ち大キック（距離により2種類ある）と必殺技の「ジェノサイドバルカン」は相手をダウンさせることができ、さらに確実に追い打ち攻撃がヒットする。

### 通常技
ジャンプ状態の垂斜の区別はない。
| 操作     | 立ち（近距離）    | 立ち（遠距離）    | しゃがみ          | ジャンプ          |
| -------- | ----------------- | ----------------- | ----------------- | ----------------- |
| 弱パンチ | ツインアームF     | ツインアームF     | パワーニードルF   | サイドアクシスF   |
| 中パンチ | ツインアームM     | ハンマースフィアS | パワースピンドルS | サイドドライバーS |
| 強パンチ | アッパーディスクX | スラムディスクEX  | メタルブレイカーV | フライングソーW   |
| 弱キック | スナッパーF       | スナッパーF       | アンダーロッドF   | チェインメイスF   |
| 中キック | ツインオウルS     | キルウェッジS     | アンダーピニオンS | チェインメイスS   |
| 強キック | デスボールQ       | スイングディスクQ | ヘビープライアSX  | パワードギアZ     |

### 特殊技
空中浮遊
初代『ヴァンパイア』、『ハンター』、『ハンター2』では、ジャンプすると自動でジャンプ頂点の高い位置で一定時間浮き続ける。レバーを下方向に入れるか、一定時間経つと解除される。この状態からは空中ダッシュで水平移動が可能。
『セイヴァー2』と家庭用『セイヴァー』では弧を描く通常のジャンプに変更されたため、レバーを真上に入れ続けなければ「空中浮遊」が発生しないように変更された。こちらはジャンプ下降中に何度も浮遊を行うことが可能。
上記の通り、業務用では使用技が共通ながらも『セイヴァー2』と『ハンター2』でジャンプ中の空中制御の性能が違っているが、特定のボタンを押しながらキャラクターを選択することで、『セイヴァー2』なら『ハンター2』版の、『ハンター2』なら『セイヴァー2』版の性能に切り替えることができる。家庭用『セイヴァー』でも『ハンター2』型の空中制御タイプを選ぶことが可能。ただし、『クロニクル』では『ハンター2』タイプのフォボスは登場しない。
空中ダッシュ
空中で前後にダッシュすることができる。ただし、地上でダッシュする時より、移動速度が若干遅い。
しゃがみ移動
ザベル同様、レバーを下斜め方向に入れることで、しゃがんだままの前後の移動が可能。画面端を除く同じ位置に留まってのしゃがみガードができない。
『セイヴァー』・『セイヴァー2』版の空中制御タイプの場合、しゃがみ移動ができない。また、セガサターン版『セイヴァー』ではどちらのタイプでもしゃがみ移動ができない。

### 投げ技
マグネットスラム
腕をU字型の磁石に変えて相手を掴んだ後、頭上で1回転させた後地面へ叩きつける。『ハンター』では投げ抜け不可。
スカイキャプチャー
空中投げ。相手を磁力で引き寄せた後、両手で突き放す。

### 必殺技
プラズマビーム
眉間の部分から、氷結効果の有るビームを発射し、食らった相手を凍結させる。『ハンター』では、弱が水平下段、中が水平上段、強が垂直真上に軌道が変わる。『ハンター』以外ではパンチが上段、キックで下段を発射する。一本筋のレーザーのため、当てやすい強力な技。貫通型の飛び道具でビームの飛行速度も速く相手の飛び道具に相殺されることがなく一方的に命中させることができる。
ES版は、巨大なレーザー砲に変形し、3ヒットする太いレーザーを発射する。
CPU専用の中ボスとして登場した初代では、ガード時のみ5回ケズリを行い、直撃よりケズリダメージのほうが大きいという型破りな性能であった。『ダクコレ』収録版の初代ではケズリ回数が4回に減らされている。
マイトランチャー
脚部を砲台に変形させ、当たると爆発するミサイルを発射する。ミサイルは、真横に向かって落ちながら移動し、地面に当たると消滅する。弱中強により移動距離が変化し、強の方が遠くへ飛ぶ。『セイヴァー』以降は、肩から発射する形で空中での使用も可能。攻撃判定は爆弾ではなく、爆弾によって発生する爆炎にある。
ES版は、画面端まで到達して、通常時より巨大な弾（多段ヒット）を発射する。
ジェノサイドバルカン
腕部を砲台に変形させてアッパーから探査レーザーを放ち、アッパーもしくはレーザーがヒットすると斜め上に向けてバルカン砲を発射。最大ヒット数は、『ハンター』までは14ヒット、『セイヴァー』以降は11ヒットする。
ES版は、『ハンター』ではヒット数が26ヒットまで増加して、『セイヴァー』以降では通常のバルカンの後にさらに1発大きな弾を発射して燃焼させる。
サーキットスクラッパー
コマンド投げ。通常投げモーションで掴んだ後、真上に向けて相手を発射する。『ハンター』では威力が通常投げと同じだが、落下前に追撃が入る（入れた場合、落下ダメージは消滅）という性能であった。『セイヴァー』以降は威力が増加すると共に打ち上げる高さが若干低くなり、追撃不可能になった。
ES版は、『ハンター』までは前後に1回ずつ叩きつけた後に上空に打ち出し、『セイヴァー』以降は前方で2度地面へ叩きつけてから上空へ打ち出す。なお、フォボスに限らず、中攻撃か強攻撃のボタンによるコマンド投げをESで出す場合、同時押しする際のボタンは「中パンチ＋強パンチ」と入力しなければ成功しない。
プラズマトラップ
『セイヴァー』以降から追加された必殺技。肩部から、爆発に当たると痺れる地雷を発射する。地雷は、地面に落下すると一定距離を転がり、静止後に爆発する。弱中強によって打ち出す際の角度が変わり、強の方が緩やかな角度で発射されて、遠くにまで転がる。
ES版は、2個同時に発射する。発射された地雷は画面端まで転がり、2つ並んだ状態で静止する。
リフレクトウォール
『ハンター』以降で使用するガードキャンセル専用技。バリアを張り、それを投げつけるようにして相手を遠くまで弾き返す。ダメージ量は少ないが、固められた際に脱出するために必然的に使うことになる。空中でも使用可能で、『ハンター』以降では唯一空中で使用可能なガードキャンセル技となっている（初代はほぼ全ての空中で出せる必殺技がガードキャンセル対応）。
バリアントブレードV
『ハンター』以降から追加された、『ヴァンパイア』システムのダウン追撃技。『ハンター』では、超低空を滑空後相手の真上で若干上昇した後、そのまま爪先のブレードで踏み潰し1ヒットする。『セイヴァー』以降は、相手の上空に飛んで行き、ドリルに変形して真下に落ちて3ヒットする。
ES版は、『ハンター』では踏み潰す回数が増え、『セイヴァー』以降は通常版より高く上昇して落下する。どちらもヒット数が5ヒットに増える。

### EX必殺技（超必殺技）
コンフュージョナー
『ハンター』のみのEX必殺技。腕部を砲門に変形させ、そこから光球を発射する。当たった相手は、一定時間上空にぶら下げられるような形になる。この状態の相手は、地上攻撃のみ出せて、移動とガードが一切できなくなる。その間にフォボスが攻撃を加えると、相手は吹き飛びダウンした後に再び浮上し、一定時間が経過するまで解除されることはない。
ファイナルガーディアン
『ハンター』のみのEX必殺技。下半身を4連砲に変形させて、真上から前方に角度を変化させながら1往復して、その間に連射し続ける。
ファイナルガーディアンβ
『セイヴァー』以降のEX必殺技。腕部を砲門に変形させ、光球を発射する。これに当たった相手を拘束し、全身からガトリング砲を出して一斉射撃する。34ヒットする。『セイヴァー2』『ハンター2』のダークフォース中は、さらにES「プラズマビーム」で追撃し、ヒット数も43に増加する。「コンフュージョナー」→「ファイナルガーディアン」の連係をセットにしたような技。
イレイジングスフィア
『セイヴァー』以降のEX必殺技。胸部を2連の砲門に変形させ、そこから当たり判定のない光球を2発発射する。光球は、一定距離進むと自動的に爆発し、この爆発に当たり判定が有る。最大7ヒットする。
レイ・オブ・ドゥーム
家庭用『セイヴァー』のダークフォース、『セイヴァー2』『ハンター2』のEX必殺技。フォボスが浮遊状態になるとともに2体の援護ガーディアンを呼び出す。この間、フォボスは空中を自由に移動できるうえ、任意に着地して下段技を出せるため、中下段のラッシュが強力。加えてガーディアンが一定周期でプラズマビームを撃つため、攻守ともに極めて堅牢。発動前後の隙も無い。

## 特殊なダメージモーション
ミッドナイトブリス（デミトリ）
マヤ風の服装をした少女。低確率もしくは、弱パンチと強パンチ同時押しでミッドナイトブリスを出した場合は、体操服姿に変化する。
王家の裁き（アナカリス）
モデルとなった遮光器土偶そのもの。
とが首さらし（ビシャモン）
上半身のみで、台から首が垂れ下がっている状態。
サングェ＝パッサーレ（ジェダ）
頭頂部の飾りが膨張する。

## 登場ゲーム作品
- ヴァンパイアシリーズ
  - ヴァンパイア
  - ヴァンパイア ハンター
  - ヴァンパイア セイヴァー（家庭用のみ）
  - ヴァンパイア ハンター2
  - ヴァンパイア セイヴァー2
  - ヴァンパイア クロニクル ザ カオスタワー
  - ヴァンパイア ダークストーカーズコレクション
- 他社
  - NAMCO x CAPCOM（敵キャラクターとして）
  - SNK VS. CAPCOM 激突カードファイターズシリーズ

## 声優
フォボス自体は、全ゲーム作品通して声を発しないため、設定されていない。
ただし、『セイヴァー2』と家庭用『セイヴァー』に登場するセシルは、戦闘前デモやいくつかの必殺技時、勝利や敗北時などに声を発する。担当声優は氷上恭子。

## その他
- 日本国外版では名前がHuitzil（ヒューチル）になっている。
- PlayStation作品『ヴァンパイア セイヴァー EXエディション』では通常のフォボスは『セイヴァー』仕様だが、セレクトボタンを押してフォボスを選んだ後にD.F.POWERモードを選ぶと『ハンター2』仕様のセシルのいないフォボスになる。
- 『頂上決戦 最強ファイターズ SNK VS. CAPCOM』のバレッタの超必殺技「クールハンティング」のレベル2(MAX)版では傭兵の銃撃の代わりにフォボスが「プラズマビーム」を撃つ。
- 『タツノコ VS. CAPCOM』ではロール（『ロックマン』）のエンディングに登場。とある格納庫で『スターグラディエイター』のベクターと共に眠っていたが、ロールの手でお手伝いロボットへと改造され、ライト博士の研究所で働くことになる。やがて色々なところのお手伝いに行くようになり、子供たちにも人気の存在となる。